# Бровіна (Вармінсько-Мазурське воєводство)
Бровіна (пол. Browina, нім. Browienen; 1938-45: Froben) — село в Польщі, у гміні Козлово Нідзицького повіту Вармінсько-Мазурського воєводства.
Населення — 46 осіб (2011).
У 1975-1998 роках село належало до Ольштинського воєводства.

## Демографія
Демографічна структура станом на 31 березня 2011 року:
|          | Загалом | Допрацездатний вік | Працездатний вік | Постпрацездатний вік |
| -------- | ------- | ------------------ | ---------------- | -------------------- |
| Чоловіки | 21      | 5                  | 13               | 3                    |
| Жінки    | 25      | 7                  | 12               | 6                    |
| Разом    | 46      | 12                 | 25               | 9                    |